# Punk
|  | Per a altres significats, vegeu «Punk (desambiguació)». |

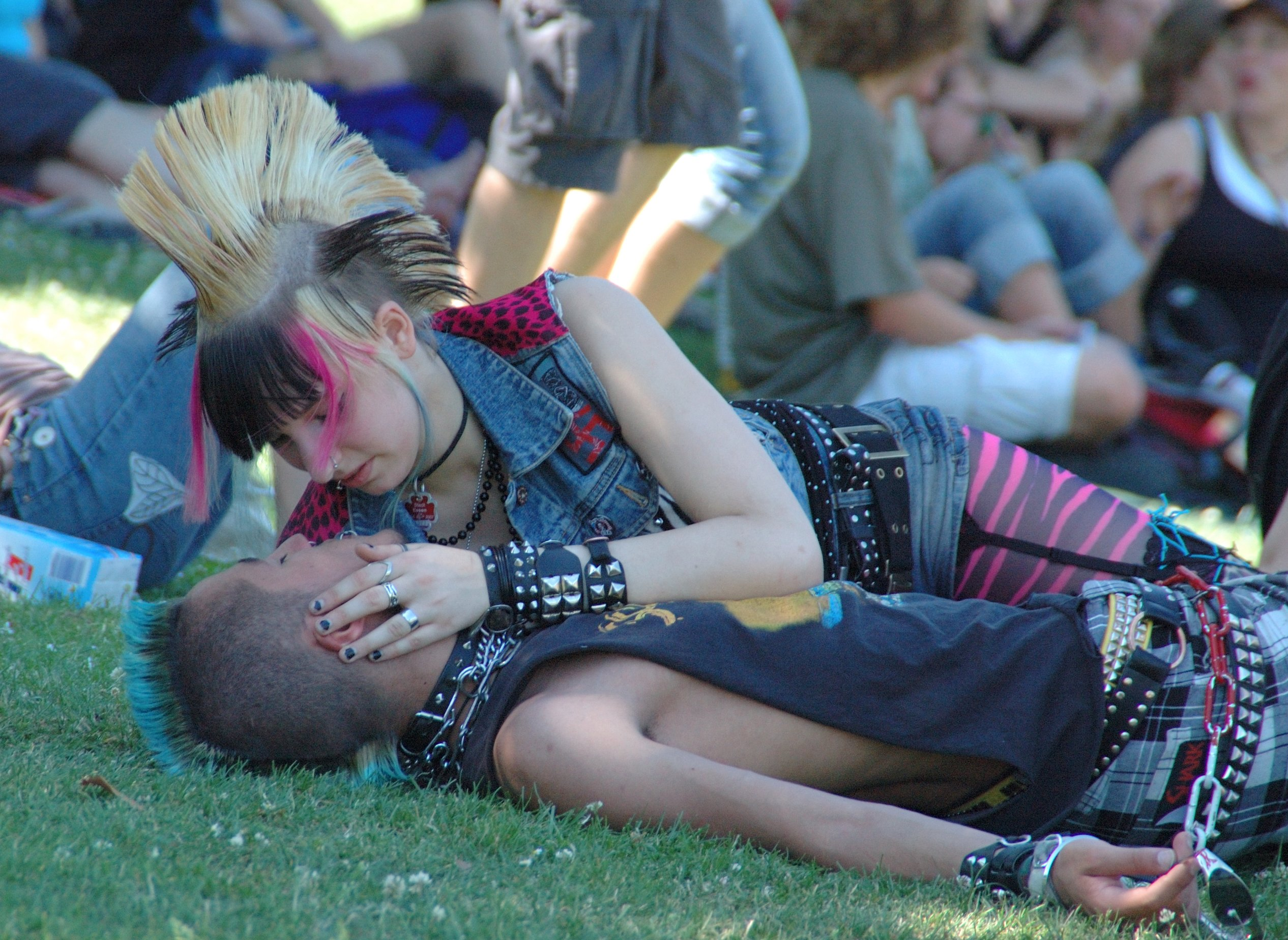
Una parella de punks

Els moviments punk van aparèixer com a subgènere musical del rock durant els anys setanta. Des d'aleshores l'han acompanyat corrents artístics, literaris, ideològics i polítics, i d'aquests n'han derivat formes d'intercanvi i de relacions socials pròpies. A vegades s'utilitza la paraula "punk" de forma genèrica per a referir-se a aquestes formes de cultura: el punk acull un ampli ventall de moviments musicals, artístics, juvenils, veïnals i sociopolítics, així com ambients, xarxes i mecanismes d'inspiració i intercanvi d'idees i informació.
El punk és principalment una actitud. Com a moviment, es basa en l'honestedat provocadora i inconformista cap a tot allò que limiti la llibertat individual, des de l'Estat fins a la religió, passant pel capitalisme, la moral "políticament correcta" o simplement la pressió que la societat exerceix sobre l'individu de diferents formes. Per aquesta raó, molts punks adopten ideologies polítiques com el comunisme o l'anarquisme, s'uneixen a moviments socials com el moviment okupa, o fins i tot poden arribar a adoptar actituds més aviat destructives, com la que predica la idea del No Future. L'hedonisme també acostuma a ser un dels atributs que caracteritzen als punks.
L'estil musical lligat al moviment punk és el punk rock, també anomenat simplement punk. Aquest, al llarg del temps, ha anat donant pas a diverses ramificacions, tant musicals com artístiques i culturals. Per exemple, el hardcore punk o el crust punk, l'oi!, tots amb unes certes temàtiques pròpies, i ha donat pas a nous estils i subcultures diferents, com el post punk o el rock gòtic.

## Història
Els orígens del moviment punk es troben a Nova York (EUA), on el grup musical The Ramones, a mitjans dels 70, està revolucionant el món de la música. El terme "punk rock" fou encunyat i popularitzat pels redactors de la revista Creem per descriure l'estil simplista i cru de les bandes de Rock de garatge de la dècada de 1960, influenciats pel seu afecte pels còmics i la música dels proto-punks The Stooges, New York Dolls i The Dictators, que practiquen un rock and roll simplificat, reduït a uns quants acords, accelerat i estrident, amb temàtiques com la vida al carrer, la droga, el sexe, l'atur, etc. Encara que la temàtica de la música de The Ramones és més aviat "rock'n'roll" i que el moviment floreix al Regne Unit, la seva música ja compta amb atributs que configuraran la subcultura. Quan els Ramones fan una gira pel Regne Unit, individus que després formaran els grups punk britànics més emblemàtics s'inspiren amb el grup nord-americà, i formen els Sex Pistols, The Clash o The Damned. La situació social i econòmica del Regne Unit a la dècada de 1970 es reflecteix en la temàtica d'aquests grups, expressant-ne els seus sentiments de ràbia, frustració, etc. cap a la societat dirigida aleshores pels conservadors de Margaret Thatcher durant la greu crisi econòmica provocada per l'encariment del preu del petroli. Als EUA, grups com els Dead Kennedys o The Misfits segueixen el camí dels Ramones.
El punk va aparèixer com a moviment musical, a Londres (Regne Unit) l'any 76. L'origen del punk se situa en una societat saturada de convencions i estereotips. Jóvens d'ambdós països, inspirats per les actituds transgressores del rock -i en especial pel so del garage rock-, van començar a mostrar les seues pròpies formes de rebel·lia contra aquests rols hipòcrites, expressant-ho a través de transgressions i provocacions estètiques, musicals i culturals. El punk va ser primerament un fenomen esteticomusical, que va anar prenent la forma d'un moviment estètic i filosòfic. Més tard s'hi sumarien reflexions i posicionaments ideològics i filosòfics propis.
Grups com els Sex Pistols adopten una temàtica transgressora, sarcàstica i fins i tot destructiva, d'altres com Dead Kennedys o Crass adopten una actitud més polititzada, mentre que d'altres com The Adicts basen la seva temàtica en la vida al carrer dels joves i adopten una imatge inspirada en la pel·lícula the Clockwork Orange.
No obstant això, a finals dels 70 el punk ha obtingut tant d'èxit comercial que ha perdut el seu significat. Però a començaments de la dècada de 1980 una nova onada de grups sorgeix i radicalitza el moviment amb una estètica més dura i provocadora, amb un nou estil de punk-rock igual de dur. Grups com GBH, The Exploited, Discharge i Amebix al Regne Unit, i Black Flag, Minor Threat i Bad Brains als EUA, representen un nou impuls al moviment. Dos nous estils musicals, el hardcore punk o hardcore i el crust apareixen. El hardcore es caracteritza per ser bàsicament punk bastant més accelerat i "cantat" a crits. D'altra banda, el crust és punk o hardcore amb un so més extrem, pesant, greu i brut, amb certa influència del metal. Noves temàtiques i moviments, com el DIY (Do It Yourself) sorgeixen i/o es consoliden, juntament amb noves estètiques, com la que avui es considera la clàssica: cresta, pantalons trencats, jaqueta de cuir amb insígnies, punxes, cadenes, etc.
El principi dels anys 80 també representa l'arribada del punk a l'Estat Espanyol. Grups com La Polla Records, Eskorbuto, Cicatriz, Siniestro Total, Skatalà i Decibelios són els pioners d'un moviment que ha arrelat tot prenent particularitats pròpies.
La primera meitat dels anys 90 veu sorgir grups als EUA que configuren el que es podria considerar com a Tercera onada: The Offspring, Green Day, Rancid i Blink-182 enriqueixen el punk-rock musicalment, amb un so més modern i variat. D'altra banda, aquests grups també fan que el punk-rock es torni més comercial, melòdicament més "pop" i amb unes lletres molt més digeribles per la indústria musical. Això fa que molts punks rebutgin alguns dels nous grups i estils. Certament, el que es podria considerar com pop-punk té poc a veure amb el missatge o l'actitud original del punk.

## Filosofia i estètica punk

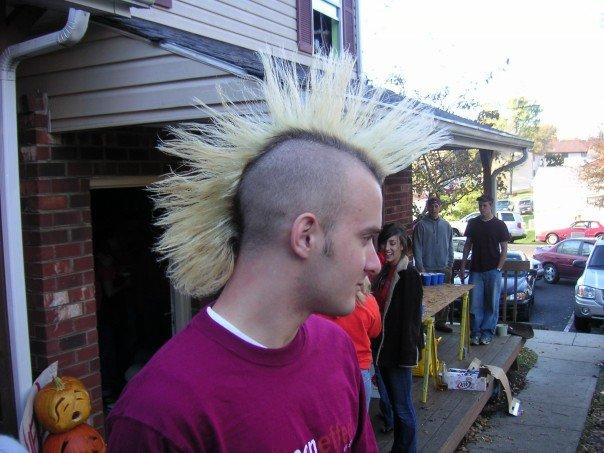
Un jove punk

La forma originària del punk era expressar les classes socials deprimides, amb els seus propis mitjans i conceptes. Entre els primers grups musicals representants del punk hi ha els Ramones. El punk va afavorir un ambient d'intervenció estètica transgressora. Molts dels motius estètics del punk que seguixen vigents com a arquetips d'aquest, van aparèixer en aquella primera època, cabells de punta, tenyits de colors verds, blaus, roses, crestes, cardatges, etc., roba trencada o mal cosida, imperdibles o altres accessoris disposats per la roba. També es van utilitzar missatges i símbols en un principi sense representar corrents massius: per exemple els símbols anarquistes d'una banda, i els símbols nazis de l'altra. En ambdós casos es tractava sovint més d'una provocació que d'una ostentació de posició. Més tard l'anarquisme formaria part reconeguda de nombrosos moviments del punk.
Per un altre costat hi havia una forma de transgressió, buscant alliberar-se dels estigmes socials. Aquesta branca no donava explicacions i buscava incomodar l'establishment xocant, ofenent i molestant al "bon gust", la moral i la tradició. Es buscava bàsicament la provocació a través de demostracions de transgressió estètica o girs de llenguatge contradictoris, absurds o insolents. És l'estil que van popularitzar els Sex Pistols.
Més endavant, especialment amb l'aparició del hardcore punk, es va fer present tot un ventall de punts de vista de crítica social directa, posicionaments polítics, associacionisme i afinitat a campanyes de protesta. L'exemple musical més clàssic són Crass.
- La filosofia punk pot resumir-se en "Fes-ho tu mateix", "Fes-ho a la teva manera".
- Rebutja els dogmes, i no busquis una única veritat. Qüestiona tot el que està establert socialment o el caricaturitza.
- Menysprea les modes i la manipulació mediàtica. També està en contra del consumisme i crida a la gent a no deixar-se enganyar i a pensar per si mateixos.

## Corrents ideològiques del punk

### Straight EdgeiDestroy
Grups que advoquen pel no a les drogues i a favor del vegetarianisme. La tendència radicalment transgressora dels primers corrents del punk va provocar actituds autodestructives i irresponsables, un fenomen conegut com a estètica Destroy. Aquest fenomen és un dels arquetips del jove punk. No obstant això, existien també altres posicionaments, que no sols eren crítics amb la societat establerta, sinó també amb aquests comportaments. Com a contrapunt es va crear l'anomenat straight edge, associat originàriament al cercle hardcore punk de Washington DC, que es posicionava contra l'estereotip de drogues i nihilisme. D'alguna manera, aquesta resposta va significar una diferència amb la filosofia punk del "no future".
Normalment la temàtica del straight edge gira entorn de: 
- enfocaments positius sobre les qualitats de la joventut, l'amistat, la satisfacció d'esforçar-se per un objectiu, o la participació en un projecte comú -especialment el que a vegades s'anomena escena hardcore, o la subcultura punk-.
- suggerir l'abandó de les drogues, el tabac i l'alcohol.
- formes d'ecologisme social com el vegetarianisme.
- Alguns sXe van optar per plantejaments molt més estrictes evitant també la cafeïna, el sexe promiscu, o posicionant-se a favor del vegetarianisme o el veganisme.

L'straight edge va suposar, en certa manera, una de les consolidacions d'estètiques i plantejaments dins del punk directament enfocats cap a una vida sana, intentant proposar un enfocament positiu de la frustració juvenil.

### Situacionisme i transgressió
La manera en què els Sex Pistols van popularitzar la seua particular forma de punk rock té a veure amb l'afició del seu mànager, Malcolm McLaren, cap al situacionisme. Quan va començar a representar-los, McLaren ideava una forma d'estètica basada en el rock de Nova York (Ramones, Richard Hell, Patti Smith) i el so Garage, junt amb diverses i -encara hui- confuses actituds de provocació que arreplegava en diferents ambients creatius. McLaren és un artista i dissenyador influenciat pel situacionisme, i ja des d'abans dels Sex Pistols, buscava crear una estètica nova i destructora que dinamités l'estètica, el comportament i la música del moment, demostrant alhora que també pot convertir-se en negoci. La seua idea era aconseguir canviar el significat del que és normal, bonic i correcte, mitjançant la reiteració del costum i la publicitat. Generalment s'atribuïx a McLaren el portar a la banda cap a la desgràcia arran d'aqueix afany de negoci.

### Influència política
No sempre ha estat un moviment políticament posicionat, tot i que sí que ha tingut un component crític. El punk sempre s'ha mostrat com un corrent que discrepa dels estereotips d'estils de vida i expectatives juvenils del "establishment".
Quan es tracta del contingut polític del missatge, el punk vist com a moviment és un vessant més concreta i radical del punk rock, deixant enrere l'aparent decadència dels grups britànics com Sex Pistols. Apareixen missatges amb càrrega social, d'esquerra i anarquista. Aquesta línia de missatge s'esbossava a vegades en el punk original, tot i que més aviat com un recurs artístic o individual contra una societat considerada estreta.
El punk com a moviment social conforma una subcultura heterogènia que aglutina sobretot:
- Anarquisme i alguns corrents d'esquerra.
- Feminisme.
- Protestes contra grups feixistes o de dretes.
- Crítica i oposició al sistema capitalista i als rols socials que defineix ("pensament únic" i globalització neoliberal).
- Crítica de les institucions policials i militars.
- Ecologisme i Drets dels animals.
- Crítica a les institucions religioses i als rols que defineixen.

Com a subcultura juvenil, sovint s'ha autodefinit amb el lema "Do it yourself" (en anglès, "Fes-ho tu mateix"): aquesta expressió resumix tant els seus procediments estètics i de comunicació, com una línia de pensament més sociològica centrada en la idea d'autogestió i d'organització política i cultural "a escala humana".
Durant la dècada dels 80, el punk als EUA va estar format d'una plèiade de continguts polítics, principalment d'esquerra, els que principalment van criticar els perills derivats d'un govern republicà als Estats Units. L'activisme polític es va perdre en part durant la dècada dels 90, i amb l'adveniment de l'intervencionisme nord-americà de fi de mil·lenni va aparèixer de nou el contingut polític en la música.
A Europa el punk és una música especialment desenvolupada per gent afí a moviments socials, grups d'esquerra o anarquistes, agrupacions veïnals i d'okupes...
No obstant això, hi ha grups d'ultradreta que utilitzen la música intensa del punk, l'Oi! o el hardcore, per a atraure al jovent al nazisme i al moviment obrer de dretes nacional sindicalista.
En el punk més underground de les dècades dels 80 i 90, hi ha una infinitat de referències discogràfiques quasi completament dedicades a la difusió i la propaganda, tant en el disseny de les portades, en el contingut de les lletres, i les polítiques de distribució.

### Anarquisme i anarcopunk
Encara que la famosa cançó dels Sex Pistols "Anarchy in the U.K." no era una proposta seriosa, sinó una visió caricaturesca i irònica de les pors del pensament convencional anglès, l'anarquisme va ser des de molt aviat d'interès per a molts aficionats al punk, fins al punt que de vegades es tendeix a confondre ambdós moviments.
Un dels primers grups de punk a afirmar la seua adscripció al pensament anarquista va ser Crass, sent dels primers grups de rock a organitzar-se en forma de cooperativa i comuna, i crear mitjans alternatius d'edició i comerç musical, literari, etc. En aquest sentit, van convertir-se en referent per a altres grups punks posteriors.

### Moviments de llibertat sexual:QueerpunkiQueerCore
El Queerpunk, també anomenat queercore o homoCore, és un moviment cultural i social aparegut dins del punk a mitjan anys 1980. Unifica a una espècie peculiar de punk que rebutja les regles heteronormatives i la cultura gai "establerta", i que davant de l'evident homofòbia dins del moviment amb què s'identifica crea el seu propi espai d'activisme i creació. Té expressions essencialment musicals, encara que també inclou expressions en fanzins, cine i altres formes d'art. La banda musical més famosa és Pansy Division i Brosse LaBruce ve a ser el seu ambaixador en el món del cinema.

### Ecologisme dins del punk
L'ecologisme ha estat un dels interessos paral·lels del moviment punk amb contingut sociològic o polític. Moltes bandes han citat en les seues cançons els problemes de la contaminació, l'explotació desmesurada dels recursos per la societat industrial i el mercat de consum, l'efecte hivernacle, etc. Aquest tema ha arribat a ser un pilar fonamental d'algunes de les seves corrents.
Dins dels moviments juvenils, veïnals i d'okupació que apareixen junt amb el punk, hi ha corrents directament declarades com a forma d'ecologisme polític. Molts dels col·lectius punk es declaren pro-drets dels animals, sol haver-hi grups dedicats a l'organització de xerrades i l'edició i distribució de literatura ecologista i política, ecologisme en els hàbits de consum, agricultura, vegetarianisme, etc.
El discurs de drets dels animals també va fer que alguns punks s'aproximessin a filosofies de caràcter espiritual com l'Hinduisme, el budisme o el Hare Krishna.

### Immigració i antiracisme
El moviment punk nasqué en un moment de fortes tensions racials en països com el Regne Unit. Un exemple primerenc de grups de música punk formats per fills de la immigració d'antigues colònies britàniques és el londinenc Alien Kulture.

## El punk i la religió
Per la seua proximitat a l'esquerra i a l'anarquisme, el punk es presenta com un corrent majoritàriament ateu. Critiquen als costums de religiositat social del cristianisme a l'ús, per considerar-les hipòcrites, i a les institucions i discursos religiosos en general, per considerar-los un disfressa d'una jerarquia opressora, que opera motivada pel control social i el manteniment de posicions de poder.

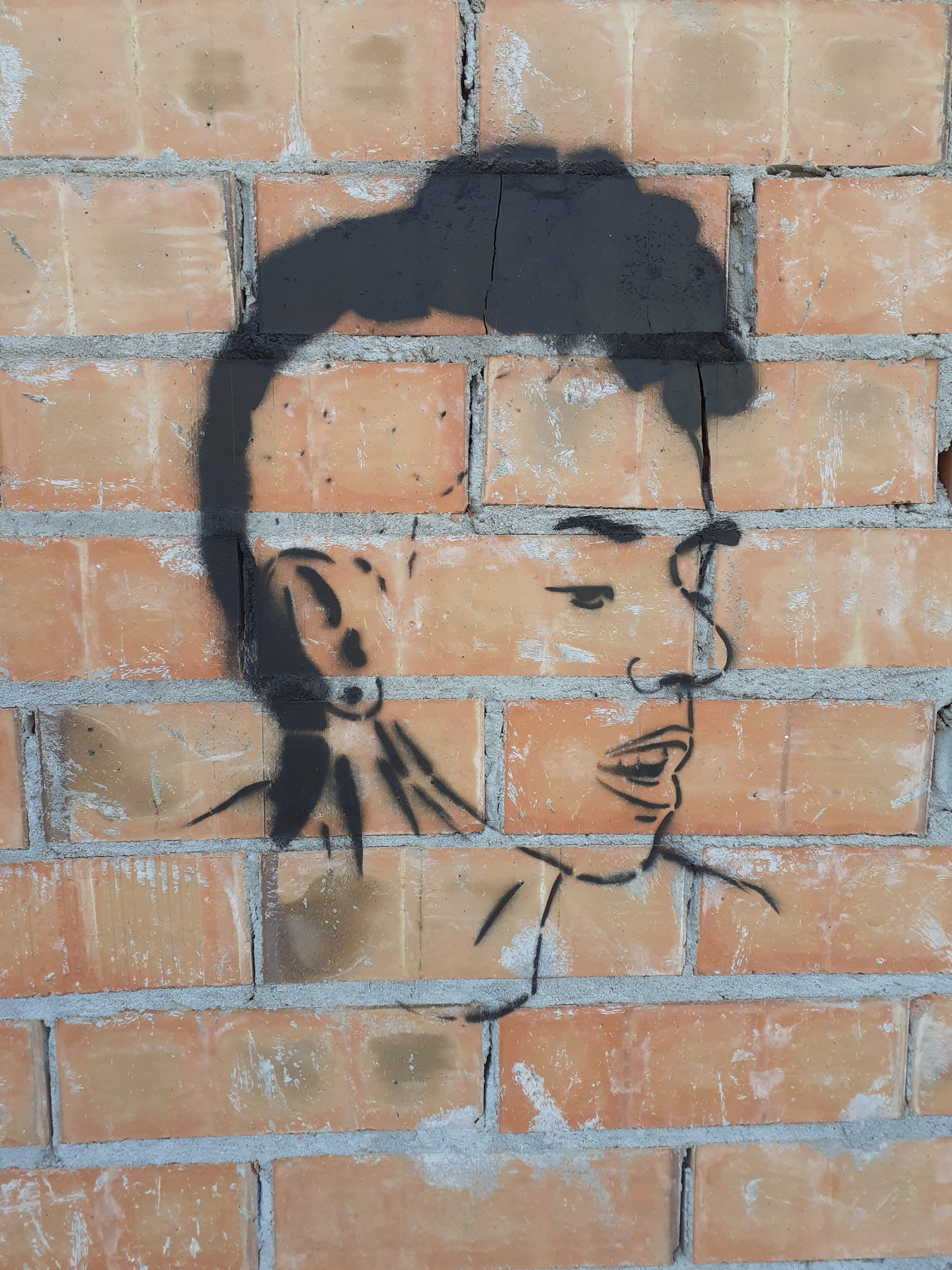

Generalment s'acosta més a filosofies que busquen explicacions de la realitat de caràcter racionalista, poètic, intuïtiu, polític o científic. L'ateisme més racionalista dins del punk opta per un discurs que parteix de la negació de la idea de "Déu" i de qualsevol misticisme.
No obstant això, també hi ha declaracions d'afinitats amb corrents espirituals, especialment d'origen oriental, xamànic, o de caràcter panteista o indigenista (vegeu indígena), amb certs punts filosòfics, ontològics o humanístics semblants al plantejament punk. En aquest sentit podem parlar de les línies de pensament que veuen la història de finals del segle xx com a moment d'impass filosòfic, artístic, humanístic i espiritual en la cultura oficial de les societats occidentals.
Una de les primeres inclusions d'afinitats religioses en el punk pot considerar-se Bad Brains, un dels grups pioners de hardcore, afins al rastafarisme.
El discurs motivacionista, antidroga i pro-drets dels animals dins del hardcore punk va afavorir una relativa moda d'adscripció al Hare Krishna, després que el cantant Ray Cappo de Youth of Today se'n declarés adepte, arran d'una crisi personal. En començar amb una nova formació musical (Shelter), va ser un dels primers grups punk a incloure temes espirituals. Aquest petit corrent es va anomenar Krishnacore.
També hi va haver acostaments a l'Hinduisme i al budisme.
Hi ha afinitats declarades amb formes de cristianisme, particularment en ambients straight edge nord-americans, i una nombrosa posició agnòstica o deslligada de la discussió religiosa.

## Subgèneres i estils musicals
El so del punk rock sorgit cap a la meitat dels anys setanta ha anat evolucionant i dividint-se en nombrosos subgèneres, que al seu torn han donat lloc a diversos moviments contraculturals derivats. Així, des de l'aparició de l'escena hardcore als vuitanta de la mà de bandes com Black Flag, The Exploited o Dead Kennedys, passant pel moviment Oi! i fins a l'aparició del post-punk, la música punk ha anat deixant la seua empremta sobre altres estils musicals i ha anat ramificant-se, donant lloc així a subgèneres de caràcter molt divers, tant per l'estil musical com per la ideologia. Alguns dels subgèneres més representatius són els abans esmentats hardcore punk, Oi!, i post-punk, a més d'altres com el skate punk, l'horror punk o el grindcore. La influència d'altres estils musicals sobre el punk ha originat també alguns gèneres de fusió, dels quals podem anomenar, entre d'altres, el pop punk, el metalcore o el ska punk.
D'altra banda, cal ressaltar la influència que la música punk ha exercit sobre altres estils musicals. Alguns dels gèneres originats a partir d'aquesta influència són, entre d'altres, el rock gòtic, el grunge i l'emocore. L'assimilació de certes característiques pròpies del hardcore al heavy metal va originar el thrash metal, probablement el subgènere més conegut de la música metal; i el post-punk és una de les majors influències de l'actual rock alternatiu.

## El punk i el moviment hippie
Encara que sovint els punks han criticat als hippies acusant-los de tous i atribuint-los un excés de mística, la veritat és que ambdós moviments compartixen ideals, com la tolerància, la diversitat creativa, la llibertat d'expressió i la crítica al sistema establert i els valors convencionals. A més els hippies van ser dels primers moviments dins del rock a experimentar amb formes de convivència alternatives, com comunes i centres socials okupats, com també faria més tard el punk. Els hippies seguien una estètica i un discurs bàsicament positiu, però, vist que les dècades anteriors d'aquests moviments culturals no havien remogut definitivament els sistemes polítics i de valors de la societat, el punk va optar per ridiculitzar-la i enfrontar-s'hi.
En els moviments culturals alternatius del punk i del moviment okupa, així com a vegades dins dels moviments anarquistes ha existit una fusió natural d'ambdós moviments, de manera que moltes persones en formen part alhora, tot trencant estereotips prefixats.

## Corrents d'intercanvi

### Corrents independents de comunicació o "underground"
Durant els 80 i 90 el punk i el hardcore, igual que altres músiques independents, formaven una espècie de xarxa internacional no planejada a través del correu. Els aficionats a aquests estils de música i als plantejaments polítics annexos, intercanviaven discos, fotos, pamflets i fanzins. En la publicació dels fanzines es va popularitzar l'entrevista per correu, que va permetre als interessats conèixer grups musicals i ambients locals de països llunyans quan encara no era un gènere present en les discogràfiques comercials, els mitjans de comunicació de masses o les modas, i abans de l'aparició d'internet.
La publicació de fanzins, discos i cintes de cassette, amb recopilacions de gravacions de músics de hardcore i punk -molt sovint de baixa qualitat de so-, va conformar una vital subcultura underground, amb formes estètiques, de producció, difusió i comunicació pròpies. Aquesta comunicació va permetre també l'amistat i col·laboració entre ambients punk i polítics de llocs allunyats geogràficament, i enriquint les oportunitats de tocar en directe de les formacions musicals.
El caràcter d'aquests circuits de comunicació i intercanvi, i del mateix moviment punk, sovint van acompanyats de plantejaments de lliure còpia i difusió o anticopyright de les gravacions i els textos.(Vegeu copyright i copyleft)
També s'ha fet i es fa ús de les ones radiofòniques en la forma de ràdios lliures (és a dir, sense autorització expressa oficial per a emetre, contrastant amb les grans cadenes radiofòniques assentades sobre estructures comercials), organitzades per col·lectius veïnals, culturals o reivindicatius.

### Mitjansamateuri/o alternatius d'edició
El moviment punk va definir els seus propis lemes i paràmetres de comportament en polítiques d'edició musical que responien al seu caràcter de subcultura underground sense mitjans organitzats, intencions i plantejaments socials o polítics, o la idea de la cultura a escala humana i comunitària:

#### "Fes-ho tu mateix"
- "Fes-ho tu mateix" (Do it yourself) es referix a l'organització i elaboració de resultats sense acudir a les vies generalment acceptades com a habituals, com poden ser mitjans de comunicació de masses, grans empreses discogràfiques, editorials literàries, o institucions culturals oficials. Açò va generar l'aparició de xicotets segells discogràfics, associacions, xicotetes editorials o individus que duien a terme publicacions més o menys casolanes, i innombrables referències discogràfiques. Amb aquesta motivació els circuits punk es van omplir de productes editats amb mitjans barats o fins i tot domèstics, i distribuïts de mà en mà:

- Discos de vinil, especialment de 7",
- Edició i venda acceptada de cassettes d'àudio, sovint duplicats i/o gravats amb aparells domèstics,
- Portades, llibres i periodisme amateur reproduïts emprant fotocopiadores.
- videocassettes d'edició casolana.

Donat el caràcter immediat no professional i "casolà" de moltes d'aquestes produccions, la deficiència de la qualitat de so o impressió es va tornar una marca estètica i una garantia d'autenticitat underground, acompanyada d'un discurs crític cap al mercat lucratiu musical o artístic, les grans companyies discogràfiques o els grups de rock i pop famosos.

#### Sense benefici
- "Sense benefici"(Non Profit) és el lema de la política d'edició i distribució amb què es declara que els productes han estat en circulació sense fins lucratius. L'autor i el venedor defensen que la seua distribució i venda està motivada per la comunicació i l'expressió, i el preu de venda final sol superar els costos de producció només prou per a pagar la distribució, o donar uns xicotets beneficis a alguna associació o causa sociopolítica. El duo britànic Active Minds va editar alguns flexi-ep, discos de vinil de 7" molt fins d'una sola cara que permeten una reducció considerable del preu. Durant els anys 90, es va popularitzar l'aparició d'etiquetes que deien "no paguis més de (X) pessetes" i "si et demanen més, roba'l".
- Edicions benèfiques: les inquietuds polítiques d'aquest moviment juvenil se serveixen de l'edició musical per a recol·lectar fons per a causes socials, polítiques o ecològiques, o finançar campanyes o associacions. En els circuits underground els autors partidaris de la lliure difusió o anticopyright celebren que es dupliquen i distribuïsquen les seues obres per a algunes causes.

#### Anticopyright
- Anticopyright: Aquests tipus de comportament editorial també estaven relacionats amb polítiques de lliure difusió, a vegades cridats "no copyright" o "anticopyright". Molts autors consentien, autoritzaven -mitjançant avisos en les caràtules-, fins i tot encoratjaven i celebraven, la lliure còpia i venda de les seues creacions. Una gran quantitat d'aficionats al hardcore punk han defensat i defensen que la seua participació musical o cultural no té vistes a la fama o el lucre. Es critica al seu torn als grups de rock i pop, als que s'acusa de servir-se de la música popular i de la rebel·lia del rock i de les lleis de propietat intel·lectual, per a lucrar-se i convertir-se en part de les modes i l'"establishment".

- Bootleg: Els bootlegs són edicions no autoritzades de baixa qualitat. Eren gravacions de concerts fetes amb gravadores de mà, o recopilacions de discos d'artistes, fetes per seguidors, posades a la venda com a rareses o edicions paral·leles. Encara que a alguns grups els pareixia incorrecta aquesta pràctica, altres han dit estar d'acord o restar-li importància.

The (International) Noise Conspiracy van retardar prop d'un any l'aparició de la seua llarga duració del 2004, a causa de discrepàncies respecte a les lleis editorials estatunidenques, que obliguen a inserir en el disseny de les caràtules una etiqueta d'avís del FBI sobre violació de drets d'autor. El grup no està a favor que es prohibisquen l'ús i còpia lliures dels seus treballs, per la qual cosa es van negar a incloure una advertència amb què no es comprometien.

#### Distribuïdores
En alguns països, reben aquest nom els col·lectius o individus sota un pseudònim, que dediquen temps i mitjans a la venda de material editorial i marxandatge relacionat amb el moviment punk. Solen estar definides per les polítiques editorials mencionades, encara que en alguns casos s'ha convertit en una pluriocupació de subsistència.
Funcionen a través de la venda per correu o la venda directa en esdeveniments i concerts, i sovint s'ha practicat el bescanvi de material entre col·lectius i distribuïdores.

## Associacionisme i espais alternatius

### Associacionisme punk
Especialment en relació als grups de persones afins als plantejaments anarquistes, dins del punk sorgixen nombroses formes independents d'organització d'iniciatives, idees comunes i gestió de recursos.
- Donat el caràcter estètic i musical del moviment, és comú la recerca de mitjans per a editar i distribuir les seues pròpies creacions, i per a organitzar concerts i diverses activitats ludicoculturals.
- També es donen les iniciatives literàries, com fanzins, i edició, reedició, o fins i tot còpia il·legal de llibres (molt sovint de caràcter filosòfic, dins d'una àmplia gamma de línies pròximes a l'anarquisme, crítica al sistema, filosofia de la comunicació social, ecologisme, etc...)
- Organització de col·lectius de reivindicació, campanyes, difusió, xarrades, contrainformació…

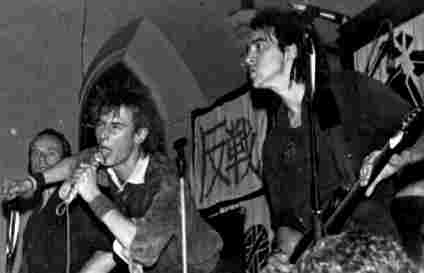
El grup Crass, pioners de l'associacionisme d'autogestió en el punk

- Aquestes iniciatives busquen propiciar un ambient que s'isca dels costums i rols a l'ús, on poder intercanviar punts de vista, formes de veure el món, d'utilitzar el temps, d'anàlisi social, etc.

- Es procura experimentar amb models d'organització diferents d'allò que s'ha aprés en l'experiència social convencional, qüestionant els rols i estàndards d'experiència i treball de la societat capitalista, les jerarquies socials i les seues creences, i les expectatives del neoliberalisme. Són molt qüestionats els estereotips estètics a l'ús, però també hi ha enfocaments més bàsicament polítics. O es dona peu a experiències diferents del que els estereotips socials ensenyen, per exemple buscant ambients d'experiència inspirats en plantejaments filosòfics o pedagògics, com per exemple l'educació alternativa (veure Escola moderna, Sumerhill).

- Especialment dins del anarcopunk, es busquen models d'autogestió, és a dir de crear una forma de treball autònoma, sense ingerències d'institucions ni empreses, i, ben sovint, que servisquen com a experiment de forma de vida o sistema de producció alternatiu.
  - Organització decisòria horitzontal a través d'assemblees.
  - Autofinançament a través d'allò que s'ha obtingut amb la venda de material editorial o produït dins de les activitats programades(artesania, etc.), entrades a activitats lúdiques, menjars, etc.
  - És freqüent que es tracte d'evitar el finançament mitjançant subvencions a associacions, i en general tot deute moral cap a les institucions oficials, encara que pot no donar-se el cas.

### Col·lectius alternatius
Al voltant de la música punk o els seus plantejaments han sorgit una infinitat de grups veïnals i moviments socials, organitzats sempre per assemblea. Associacions motivades pels plantejaments punk poden aparèixer mesclats amb col·lectius juvenils, col·lectius d'okupes, sindicats o altres associacions, sovint anarquistes, grups de moviments socials o reivindicatius, campanyes o grups ecologistes, comunes, cooperatives, o altres tipus d'assemblees veïnals, grups d'artistes i col·lectius musicals, moviments hippys...
Algunes d'aquestes formes d'associació busquen organitzar-se entorn de Centres socials, anomenats també centre social okupat. Solen ser edificis, locals i fins i tot pobles abandonats, que se recuperen (alguns s'adquirixen) declarant-los lloc de reunió popular on es poden posar en marxa iniciatives que no gaudixen, o no desitgen, d'atenció institucional, o per a les que es desitja obrir un lloc entre les rutines de les classes treballadores. Aquests espais són recuperats sovint a través de l'okupació.
- Aquestes organitzacions poden posar en marxa: Activitats culturals(concerts, exposicions, teatre, cine o vídeo...), cursets i tallers, xarrades i jornades temàtiques -generalment amb contingut social (ecologisme, feminisme, anàlisi política i econòmic, sindicalisme…)-, espais artístics (per a grups musicals, teatrals, artístics, artesanies…), espais per a moviments socials, ONGs, campanyes de reivindicació, organització de contrainformació, iniciatives editorials (literàries, musicals, vídeos, merxandising, etc.), restaurants alternatius, (ecològics i a preus reduïts)...

Activitats de propostes alternatives en general, bàsicament dins de línies ecologistes i assemblearis, buscant experimentar amb formes de vida i de treball que es desmarquen d'una dependència respecte a les estructures estatals i les línies d'organització del treball marcades pel neoliberalisme.